# Guitarra contrabajo
Una guitarra contrabajo es un bajo de seis cuerdas. A menudo se le llama, simplemente, un bajo de seis cuerdas. Las guitarras contrabajo existen desde 1899, cuando fue incluido en el catálogo de Joseph Bohmann como «Grand Concert Contra Bass Guitar». La guitarra contrabajo tiene una afinación de una octava más abajo que una guitarra. En 1992, el lutier Carl Thompson hizo un primer intento, posiblemente insatisfactorio, de crear un instrumento eléctrico, Ken Smith construyó la primera guitarra contrabajo eléctrica en 1982. Esto fue hecho a pedido del bajista Anthony Jackson, quien luego le preguntó a Vinnie Fodera y Joey Lauricella de Fodera para construir varios instrumentos de acuerdo con sus ideas.